# Rata de Gàmbia
La rata de Gàmbia (Cricetomys gambianus) és una rata gegant nocturna originària d'Àfrica que pertany al genère Cricetomys. Es troba entre els muroïdeus més grossos del món i creix fins a aproximadament 0,9 metres de llargada, incloent-hi la cua, que fa la meitat de la seva longitud. La seva presència s'estén a l'Àfrica subsahariana i varia geogràficament des del Senegal fins a Kenya i d'Angola a Moçambic (tot i que és absent a bona part de la República Democràtica del Congo, on es troba C. emini, una espècie molt propera). Pel que fa a les cotes d'altitud, se'n troben des del nivell del mar fins als 2.000 metres.

## Característiques
La rata de Gàmbia té una vista molt pobra, així que depén dels seus sentits de l'olor i l'oïda. Es caracteritza per les grans cartutxeres que té a les galtes, molt semblants a les dels hàmsters. No és realment una rata, si bé és cert que pertany a una branca singular d'origen africà de rosegadors muroïdeus. Típicament el seu pes oscil·la entre 1 i 1,4 quilograms. Aquells que viuen en terres africanes conviuen en colònies de fins a vint individus, normalment en boscos i matolls, però també és comú trobar-los en monticles de tèrmits. És omnívora; s'alimenta de verdures, insectes, crancs, cargols, i altres elements, però aparentment prefereix dàtils i ametlles de palma.

A diferència de la rata comuna, les cartutxeres de les galtes li permeten emmagatzemar diversos quilograms de fruits secs cada nit. Ha desenvolupat l'habilitat d'embotir les seves cartutxeres tan plenes de fruits secs que amb prou feines és capaç d'entrar al seu cau. Aquest cau consisteix en un passatge llarg amb passadissos laterals i diverses cambres, una per dormir i les altres per a  l'emmagatzematge d'aliments. 

## Episodis invasius

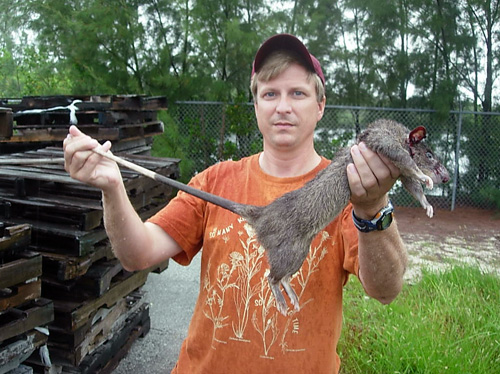
Un individu de rata de Gàmbia capturat a Florida, (EUA).

Les rates de Gàmbia han esdevingut una espècie invasiva a Grassy Key (Keys de Florida), després que un reproductor privat permetés una fuga d'aquesta espècie a principis de la dècada del 2000. La presència d'aquest gegant rosegador africà és també sospitosa de ser la responsable d'un esclat de verola dels micos als Estats Units, després d'estendre-la a gossets de les praderies que foren adquirits com animals de companyia. L'any 2003, el CDC i la FDA dels Estats Units van emetre un ordre que impedia la importació dels rosegadors un cop es va reportar el primer esclat de verola dels micos. Aproximadament uns 20 individus foren afectats.

## Habilitats de detecció
Una ONG de Tanzània fundada per dos belgues, APOPO, s'encarrega d'entrenar les rates de Gàmbia a fi de detectar mines antipersona i tuberculosi, gràcies al sentit de l'olfacte altament desenvolupat que tenen aquests rosegadors. Aquestes rates ensinistrades reben el nom de HeroRATS.
La diferència amb els gossos és que aquestes són més barates d'entrenar; mentre que la inversió en ensinistrar una rata és d'uns 6.400 € per nou mesos d'entrenament, el mateix procés en un gos té un cost aproximat de 22.000 €.
Per altra banda, mentre que els cans mengen més i són més difícils de mantenir, les rates en tenen prou amb 4 € mensuals durant la seva activitat. Es poden transportar a mà, s'adapten més fàcilment a un canvi d'ensinistrador i són capaces de rastrejar 200 m² en 20 minuts sense activar les mines (degut al seu baix pes).